# Dinesh D'Souza
Pour les articles homonymes, voir Souza.
Dinesh Joseph D'Souza (né दिनेश जोसफ डिसूज़ा le 25 avril 1961 à Bombay) est un politologue et militant politique américain originaire de l'Inde. 
Il est l'une des figures du néoconservatisme aux États-Unis. Il a été consultant pour le gouvernement de Ronald Reagan. Il est particulièrement célèbre comme réalisateur de films politiques critiques aux États-Unis.

## Biographie
Dinesh Joseph D'Souza est né  en 1961 à Bombay, en Inde. Ses parents, catholiques, étaient originaires de Goa, son père travaillant pour une entreprise américaine, Johnson & Johnson. Il fait ses études à Bombay dans un lycée jésuite.
En 1978, D'Souza se rend aux États-Unis dans le cadre d'un programme d'échange du Rotary International et étudie au Dartmouth College, dont il sort diplômé es lettres en 1983 (Bachelor of Arts).
Il édite ensuite un journal mensuel, The Prospect , publication financée par des anciens de l'université de Princeton, dans laquelle ses critiques du système de discrimination positive sont remarquées. De 1985 à 1987, il est rédacteur en chef de Policy Review (en), publication conservatrice basée à Washington.
En 1987 et 1988, il est conseiller politique dans l'administration du président Ronald Reagan,,,.
Il devient citoyen des États-Unis en 1991.
En 2014, il est condamné pour fraude financière lors de la campagne sénatoriale de Wendy Long (en). Donald Trump le gracie en 2018.

## Militantisme politique

### Documentaires
En 2004, D'Souza est, aux côtés de David Horowitz et d'Andrew Breitbart, l'un des conservateurs célèbres interviewés dans le film à charge contre Michael Moore de Michael Wilson, Michael Moore Hates America.
En 2012, il se lance dans la réalisation de films documentaires, incluant aussi des reconstitutions historiques, où il attaque la présidence Obama et le parti démocrate en général. Adressés à un public conservateur, ses films font recette au box-office, en dépit d'une critique systématiquement hostile, qui dénonce les documentaires comme mensongers et complotistes,. 
En 2012, il adapte son propre livre dans Obama's America, où le président aurait un agenda inspiré du progressisme et de l'anticolonialisme de ses parents. En 2016, D'Souza a sorti Hillary's America: The Secret History of the Democratic Party (en), un film sur Hillary Clinton, la candidate démocrate à la présidence, dans lequel il se penche notamment sur l'histoire du parti démocrate, sur son soutien à l'esclavage ainsi qu'au nazisme et sur ses positions racistes au XIXe et au début du XXe siècle,. Alors que les critiques de cinéma ont jugé l'œuvre négativement, Donald Trump a appelé ses partisans à regarder le film pendant la campagne électorale. Ce film est devenu l'un des documentaires les plus populaires de l'année. Hillary's America « triomphe » aux Razzie Awards 2017, qui récompensent les plus mauvais films de l'année, en obtenant les prix du pire film, pire acteur et pire réalisateur ; D'Souza se déclarant honoré d'être reconnu comme un cinéaste qui dérange l'establishment et qui a pu contribuer à la victoire de Donald Trump en 2016.
En 2022, il sort un autre film politique, 2000 Mules, qui a pour objet de démontrer que les fraudes durant l'élection présidentielle de 2020 ont été déterminantes dans la victoire de Joe Biden. Ce film est devenu le deuxième documentaire le plus rentable en 2022 quoiqu'il ait bénéficié de publicités surtout négatives, là aussi pour des allégations fausses qui s'inscrivent dans la contestation du résultat de l'élection,.
En 2023, son documentaire Police State (litt. État policier), qui dénonce que l'État profond américain utilise une surveillance généralisée pour cibler les opposants politiques, est sorti de façon confidentielle, en raison des controverses juridiques liées à 2000 Mules.

## Œuvre

### Filmographie
- 2004 : Michael Moore Hates America (en), acteur, interviewé[18].
- 2012 : 2016: Obama's America (en)
- 2014 : America: Imagine the World Without Her (en)[19].
- 2016 : Hillary's America: The Secret History of the Democratic Party (en)
- 2018 : Death of a Nation (en)
- 2022 :  2000 Mules
- 2023 : Police State

#### Ouvrages
- 1984: Falwell, Before the Millennium – A Critical Biography, Éditions Regnery  (ISBN 0-89526-607-5)
- 1986: The Catholic Classics  (ISBN 0-87973-545-7)
- 1987: My Dear Alex – Letters From The KGB (with Gregory Fossedal), Regnery Publishing  (ISBN 0-89526-576-1)
- 1991: Illiberal Education  (ISBN 0-684-86384-7)
- 1995: The End of Racism  (ISBN 0-684-82524-4)
- 1997: Ronald Reagan – How An Ordinary Man Became an Extraordinary Leader  (ISBN 0-684-84823-6)
- 2000: The Virtue of Prosperity  (ISBN 0-684-86815-6)
- 2002: What's So Great About America, Regnery Publishing  (ISBN 0-89526-153-7)
- 2002: Letters to a Young Conservative  (ISBN 0-465-01734-7)
- 2007: The Enemy At Home – The Cultural Left and Its Responsibility for 9/11  (ISBN 0-385-51012-8)
- 2008: Foreword to Conspiracies and the Cross aver Timothy Paul Jones, Frontline Books  (ISBN 1-599-79205-2)
- 2007: What's So Great About Christianity, Regnery Publishing  (ISBN 1-596-98517-8)
- 2009: Life After Death – The Evidence  (ISBN 978-1596980990)
- 2010: The Roots of Obama's Rage, Regnery Publishing  (ISBN 9781596986251)
- 2012: Godforsaken – Bad things happen. Is there a God who cares? YES. Here's proof, Tyndale House  (ISBN 978-1414324852)
- 2012: Obama's America – Unmaking the American Dream, Regnery Publishing  (ISBN 1596987782)
- 2014: America – Imagine a World without Her, Regnery Publishing  (ISBN 978-1-62157-203-9)
- 2017: The Big Lie – Exposing the Nazi Roots of the American Left, Regnery Publishing  (ISBN 978-1621573487)

### Articles
- "Atheism, not religion, is the real force behind the mass murders of history"
- "Atheism and Child Murder"
- "Moon's Planet: The Politics and Theology of the Unification Church"
- "Ten Great Things About America"
- "How Ronald Reagan Won The Cold War"
- "Technology And Moral Progress"
- "We the Slaveowners: In Jefferson's America, Were Some Men Not Created Equal?"
- "The Self Esteem Hoax"
- "Two Cheers For Colonialism"
- "Reagan Versus The Intellectuals"
- "10 things to celebrate: Why I'm an anti-anti-American"
- "God Knows Why Faith is Thriving"
- "How Obama Thinks", Forbes cover story, with correction, 2010-09-27 issue. Retrieved 2012-08-29.
- "Why Barack Obama is an anti-colonialist"
- Dinesh D'Souza's articles, at Crisis Magazine
- Atheism, not religion, is the real force behind the mass murders of history, by Dinesh D'Souza

## Entretiens
- On Life After Death par Paul Kengor.
- On What's So Great About Christianity avec Timothy Paul Jones.
- On The Virtue of Prosperity avec Booknotes, 14 janvier 2001.
- Interview on In Depth, 4 février 2007.
- Interview avec la National Review Online.

### Débats
- "Is Christianity Good for the World?" entre D'Souza et Michael Shermer à l'université d'État de l'Oregon, 15 octobre 2007 (Part 2).
- "Equal Opportunity: The American Dilemma" entre D'Souza et Tim Wise au Evergreen State College, 11 novembre 1996.
- Is Christianity Good for America? entre D'Souza et Silverman.